# Reuterwustung
Reuterwustung ist ein Gemeindeteil des Marktes Mitwitz im Landkreis Kronach (Oberfranken, Bayern).

## Geographie
Die Einöde liegt in unmittelbarer Nähe der thüringischen Grenze. Ein Anliegerweg führt an der Bätzenwustung vorbei zu einer Gemeindeverbindungsstraße (1 km südöstlich), die südlich an der Dicken- und Angerwustung vorbei nach Schwärzdorf bzw. nordöstlich, jenseits der thüringischen Grenze als Kreisstraße K 8  nach Sichelreuth verläuft.

## Geschichte
Gegen Ende des 18. Jahrhunderts bestand Reuterwustung aus einem Anwesen. Das Hochgericht übte das Halsgericht Mitwitz aus. Die Herrschaft Mitwitz war Grundherr des Einödgehöftes.
Mit dem Gemeindeedikt wurde Reuterwustung dem 1808 gebildeten Steuerdistrikt Neundorf und der 1818 gebildeten Ruralgemeinde Schwärzdorf zugewiesen. Gemäß der Bayerischen Uraufnahme gab es zwei Einöden namens „Reuterswustung“ (ursprünglich: Obere und Untere Reuterwustung). In den amtlichen Ortsverzeichnissen gibt es jedoch nur einen Eintrag für Reuterswustung, der sich aufgrund der Entfernungsangaben als die heutige Reuterwustung identifizieren lässt. Da für die Einöde jeweils nur ein Wohngebäude angegeben wird – mit Ausnahme von 1885 –, ist davon auszugehen, dass eine der beiden Einöden unbewohnt war. An der Stelle der Unteren Reuterswustung befindet sich seit 1950 die Bohlswustung. Am 1. Juli 1971 wurde Reuterwustung mit Schwärzdorf im Zuge der Gebietsreform in Bayern nach Neundorf eingemeindet, das seinerseits am 1. Januar 1974 nach Mitwitz eingegliedert wurde.

### Einwohnerentwicklung
| Jahr      | 001818 | 001861 | 001871 | 001885 | 001900 | 001925 | 001950 | 001961 | 001970 | 001987 |
| Einwohner |        | 2      | 2      | 10     | 5      | 5      | 3      | 5      | 1      | 0      |
| Häuser    | 1      |        |        | 2      | 1      | 1      | 1      | 1      |        | 1      |
| Quelle    | [ 6 ]  | [ 8 ]  | [ 9 ]  | [ 10 ] | [ 11 ] | [ 12 ] | [ 13 ] | [ 14 ] | [ 15 ] | [ 1 ]  |

## Religion
Der Ort ist seit der Reformation evangelisch-lutherisch geprägt und nach St. Jakobus (Mitwitz) gepfarrt.